# Valens-Aquädukt

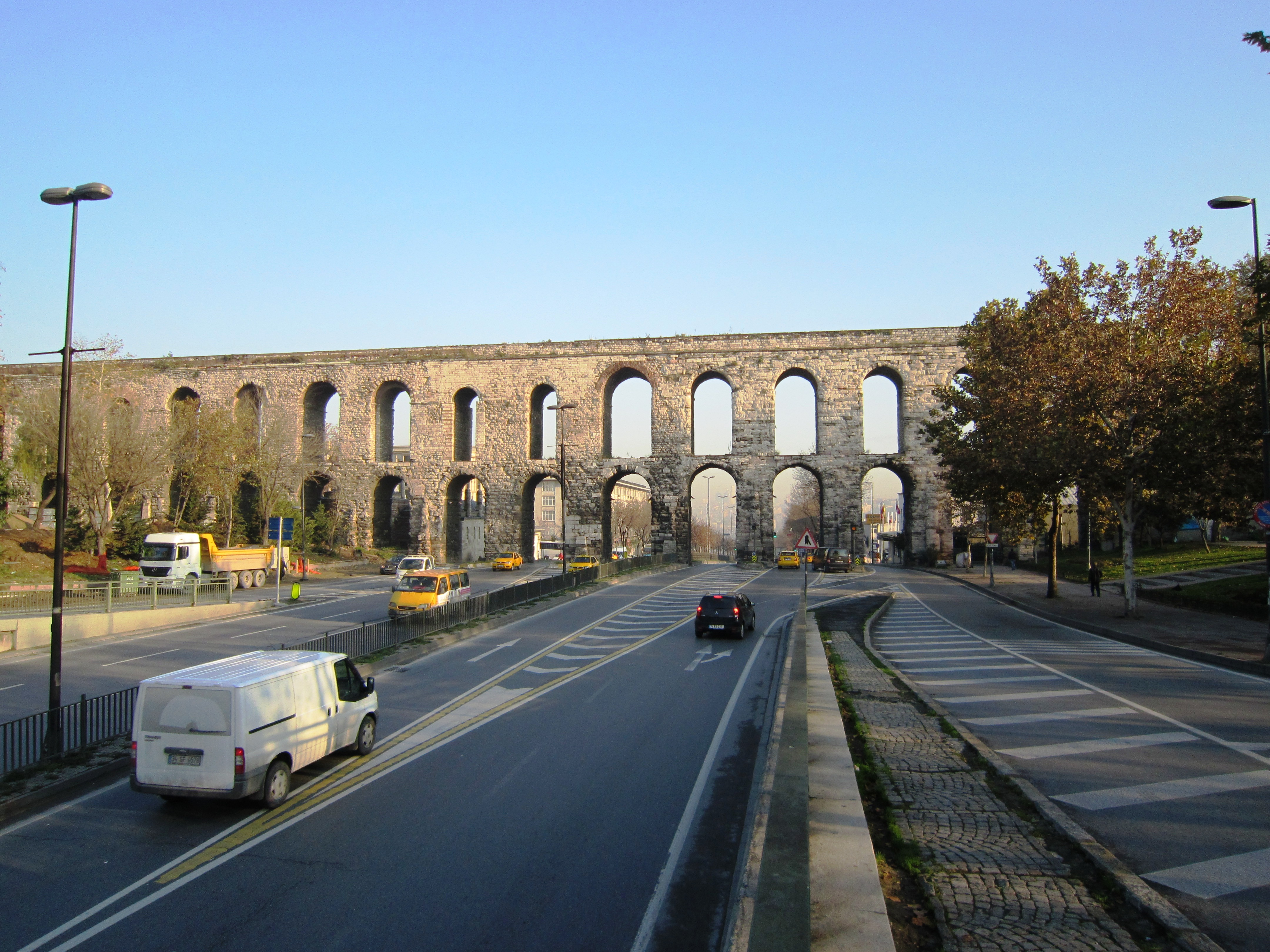
Der Valens-Aquädukt

Der Valens-Aquädukt (Bozdoğan Kemeri, „Bogen des Grauen Falken“) ist Teil einer umfangreichen alten Wasserleitung in den Istanbuler Stadtteilen Saraçhane und Zeyrek, das die Stadt mit Wasser versorgte. Er erstreckte sich ursprünglich über etwas mehr als einen Kilometer zwischen den beiden Hügeln Fatih und Eminönü im europäischen Teil der Stadt. Heute stehen davon nur noch ca. 800 Meter und überspannen den Atatürk Bulvarı. Die nicht mehr vorhandenen Teile wurden durch Angriffe und Erdbeben zerstört und immer wieder, zum letzten Mal 1697, restauriert.
Der Bau des Aquädukts wurde unter Kaiser Konstantin dem Großen, während seiner Herrscherzeit von 306 bis 337, begonnen und 378 unter Kaiser Valens abgeschlossen. Daher stammt der Name Valens-Aquädukt. Im Jahr 766 wurde es von Kaiser Konstantin V. unter enormem Personalaufwand renoviert.
Das von Alibeyköy kommende Trinkwasser wurde über das Aquädukt an alle Orte der Stadt verteilt. Das Bauwerk ist zweistöckig und besteht aus übereinander gesetzten gemauerten Bögen, deren Höhe zwischen 18,5 und 26,5 Meter variiert.